# Cataluña (vino)
Cataluña (Catalunya, en catalán) es una denominación de origen para los vinos producidos en las regiones vinícolas de la comunidad autónoma de Cataluña (España) que cumplan con los requisitos de su consejo regulador.
Se creó con la finalidad de dar salida a la producción de las denominaciones catalanas pequeñas abriendo la posibilidad de embotellar vino en una denominación con uva proveniente de otra o de hacer mezclas con uvas de diferentes denominaciones. Además de dar pie a que la viticultura pudiese hacer experimentaciones con una gama más amplia de variedades y con menos restricciones que en las otras denominaciones. El productor más destacado es la casa Miguel Torres.
La denominación de origen protegida Cataluña obtuvo su registro ante la Unión Europea el 14 de abril de 2004. También cuenta con registro ante la Organización Mundial de la Propiedad Intelectual desde 22 de junio de 2021.

## Zona de producción
La DO Cataluña recoge la historia y tradición de la viticultura de Cataluña. Engloba un amplio abanico de variedades autóctonas y tradicionales en una denominación que reúne buena parte de los territorios cultivo de viña de Cataluña. En total integra 330 municipios que se superponen a las otras diez denominaciones de origen, más la D.O. Cava, aunque el número de hectáreas inscritas es menor.

## Variedades de uva
Las variedades recomendadas por el Consejo Regulador son:
- Uva blanca:
  - La macabeo, la charelo y la parellada, que son las varieades autóctonas y predominantes.
  - La garnacha blanca, variedad también predominante en Cataluña, destinada a vinos de crianza, vinos rancios, mistelas y vinos dulces naturales.
  - La chardonnay y moscatel de Alejandría, variedades foráneas que se han aclimatado perfectamente.
  - Otras varietades autorizadas: riesling, sauvignon blanca, chenin, gewürztraminer, malvasía, malvasía de Sitges, pedro ximénez, picapoll, sumoll y vinyater

- Uva tinta:
  - La ull de llebre, la samsó, la garnacha tinta, la garnacha peluda, y el monastrell, en cuanto a las variedades autóctonas o tradicionales predominantes.
  - La cabernet franc, la cabernet sauvignon, la merlot y la pinot noir, son variedades foránias que se han aclimatado perfectamente.
  - Otras variedades autorizadas: garnacha tintera, bonicaire, picapoll tinta, syrah y sumoll.

El gobierno español aprobó en el verano del 2006 una orden que incluía a Cataluña en la indicación geográfica vinícola Viñedos de España. Unió de Pagesos se mostró contraria y presentó recurso contencioso administrativo.